# Naturschutzgebiet Warnowseen

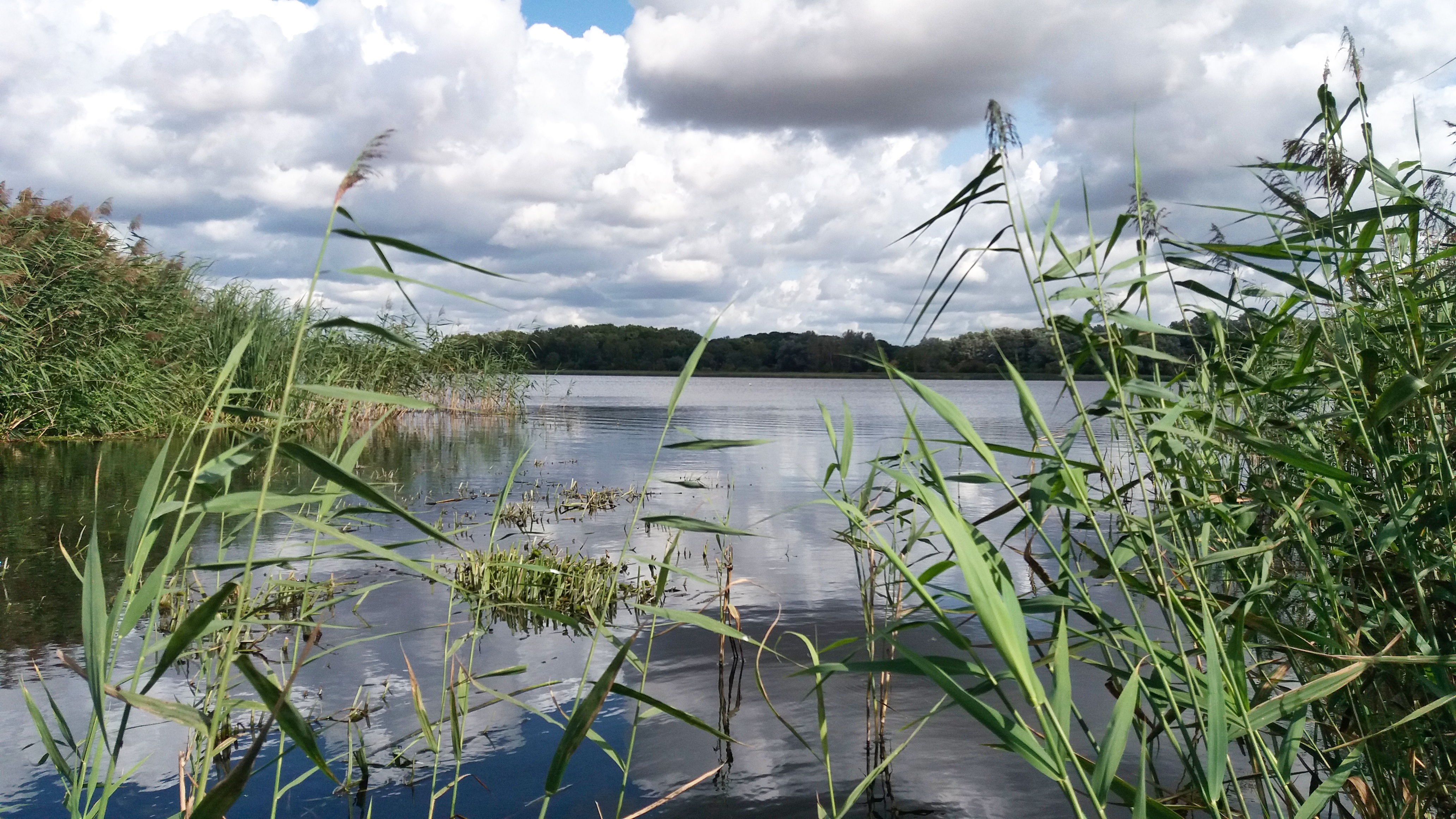
Mickowsee am Oberlauf der Warnow

Das Naturschutzgebiet Warnowseen ist ein aus vier Teilflächen bestehendes Naturschutzgebiet in Mecklenburg-Vorpommern. Die Flächen umgeben den Ort Gustävel und haben zusammen eine Größe von 177 Hektar. Das Gebiet wurde am 21. Mai 1941 ausgewiesen und in den Jahren 1967 und 1982 erweitert.
Schutzziel ist es, mehrere von den Gewässern Warnow und Göwe durchflossene Seen zu erhalten, die einen bedeutenden Lebensraum für Wasservögel darstellen. Der Zustand des Gebietes wird als befriedigend eingeschätzt. Probleme bereitet die eingeschränkte Wasserversorgung der Seen.
Das Naturschutzgebiet liegt im Naturpark Sternberger Seenland und befindet sich im Eigentum der Stiftung Umwelt und Naturschutz M-V. Das Naturschutzgebiet ist nach EU-Recht als Bestandteil des FFH-Gebiets Warnowtal mit kleinen Zuflüssen ausgewiesen.

## Teilflächen
- Mickowsee (wird von der Warnow durchflossen)
- Holzendorfer See
- Rummelbornsee
- Neddersee